# Watarase-gawa
La rivière Watarase (渡良瀬川, Watarase-gawa) est un cours d'eau du nord-est de la région de Kantō au Japon. Affluent gauche du fleuve Tone, elle fait 106,7 km de long et draine une superficie de 2 621 km2.

## Géographie
La rivière Watarase, longue de 106,7 km, prend sa source au mont Sukai, à la limite de la ville de Nikkō dans la préfecture de Tochigi, et se jette dans le fleuve Tone, à la limite de la ville de Koga, préfecture d'Ibaraki et de la ville de Kazo, dans la préfecture de Saitama. Elle est classée rivière de première catégorie par l'administration japonaise.